# Яринославка
Яриносла́вка — село Ширяївської селищної громади у Березівському районі Одеської області. Населення становить 259 осіб.

## Населення
Згідно з переписом УРСР 1989 року чисельність наявного населення села становила 234 особи, з яких 109 чоловіків та 125 жінок.
За переписом населення України 2001 року в селі мешкало 259 осіб.

### Мова
Розподіл населення за рідною мовою за даними перепису 2001 року:
| Мова       | Відсоток |
| ---------- | -------- |
| українська | 93,44 %  |
| молдовська | 3,47 %   |
| російська  | 3,09 %   |